# Championnats d'Europe espoirs d'athlétisme 2025
Navigation
2023 2027
La 15e édition des Championnats d’Europe espoirs se déroule à Bergen en Norvège du 17 au 20 juillet 2025

## Participation

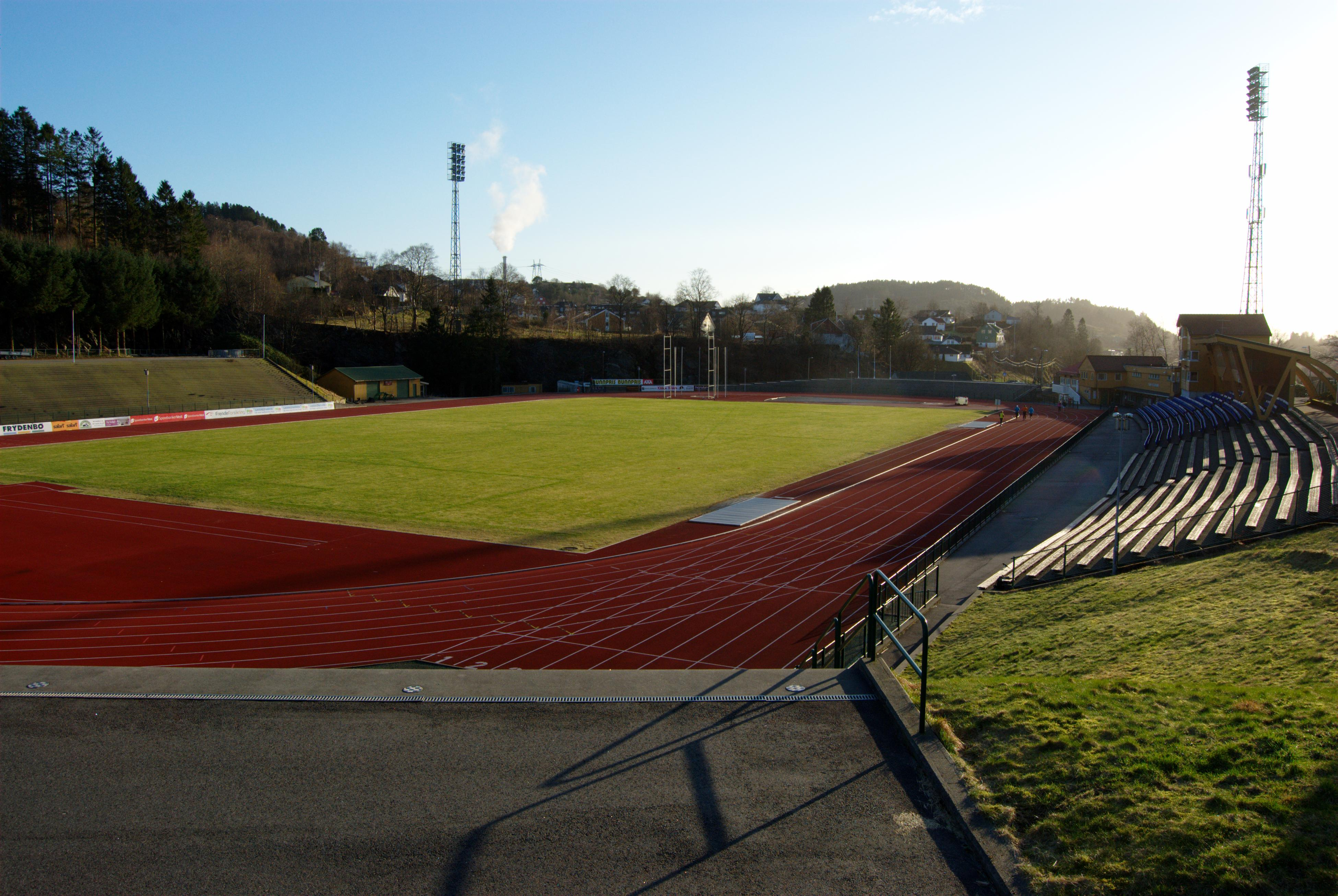
Fana Stadion

1245 athlètes issues de 44 nations participent à ces championnats d'Europe espoirs.
- Allemagne (105)
- Andorre (1)
- Arménie (2)
- Autriche (18)
- Belgique (28)
- Bosnie-Herzégovine (4)
- Bulgarie (7)
- Croatie (14)
- Chypre (12)
- Danemark (13)
- Espagne (70)
- Estonie (17)
- Finlande (51)
- France (78)
- Géorgie (1)
- Grande-Bretagne (49)
- Grèce (48)
- Hongrie (38)
- Irlande (40)
- Islande (6)
- Israël (10)
- Italie (90)
- Lettonie (11)
- Liechtenstein (4)
- Lituanie (18)
- Luxembourg (2)
- Macédoine du Nord (1)
- Malte (2)
- Moldavie (2)
- Monténégro (1)
- Pays-Bas (42)
- Norvège (51)
- Pologne (60)
- Portugal (31)
- Roumanie (22)
- Saint-Marin (2)
- Serbie (15)
- Slovaquie (18)
- Slovénie (29)
- Suède (55)
- Suisse (61)
- Tchéquie (40)
- Turquie (48)
- Ukraine (29)

## Résultats

### Hommes
| Épreuves          | Or                                                                                           | Argent                                                                                          | Bronze                                                                                 |
| ----------------- | -------------------------------------------------------------------------------------------- | ----------------------------------------------------------------------------------------------- | -------------------------------------------------------------------------------------- |
| 100 m             | Jeff Erius 10 s 28                                                                           | Nsikak Ekpo 10 s 30                                                                             | Abel Jordan 10 s 31                                                                    |
| 200 m             | Blessing Afrifah 20 s 64                                                                     | Damiano Dentato 20 s 69                                                                         | Jaime Sancho 20 s 76                                                                   |
| 400 m             | Jonas Phijffers 44 s 82 (CR-PB)                                                              | Maksymilian Szwed 45 s 28                                                                       | Brodie Young 45 s 34 (PB)                                                              |
| 800 m             | Niels Laros 1 min 44 s 36                                                                    | Justin Davies 1 min 44 s 97                                                                     | Giovanni Lazzaro 1 min 44 s 98                                                         |
| 1 500 m           | Stefan Nillessen 3 min 44 s 87                                                               | Paul Anselmini 3 min 45 s 35                                                                    | Filip Rak 3 min 45 s 42                                                                |
| 5 000 m           | Niels Laros 13 min 44 s 74                                                                   | Nicholas Griggs 13 min 45 s 80                                                                  | Will Barnicoat 13 min 46 s 11                                                          |
| 10 000 m          | Joel Ibler Lillesø 29 min 5 s 45 (PB)                                                        | Jonathan Grahn 29 min 5 s 49 (PB)                                                               | Jaime Migallón 29 min 6 s 85                                                           |
| 110 m haies       | Enzo Diessl 13 s 46                                                                          | Zeno van Neygen 13 s 54 (PB)                                                                    | Elie Bacari 13 s 56                                                                    |
| 400 m haies       | Owe Fischer-Breiholz 48 s 01 (CR-PB)                                                         | İsmail Nezir 48 s 33 (PB)                                                                       | Matic Ian Guček 48 s 34 (=NR)                                                          |
| 3 000 m steeple   | Maciej Megier 8 min 20 s 17 (CR-PB)                                                          | Stefan Nillessen 8 min 20 s 48 (PB)                                                             | Lourenço Rodrigues 8 min 21 s 99 (PB)                                                  |
| 4 × 100 m         | France - Maxime Rebierre - Yoran Kabengele Kabala - Mohammed Badru - Jeff Erius 38 s 43 (CR) | Allemagne - Benedikt Thomas Wallstein - Jan Eric Frehe - Maurice Grahl - Heiko Gussmann 38 s 80 | Espagne - Manuel Vilacha - Abel Jordan - Juan Carlos Castillo - Marc Escandell 38 s 86 |
| 4 × 400 m         | Espagne - David García - Ángel González - Markel Fernández - Gerson Pozo 3 min 2 s 02 (CR)   | France - Félix Levasseur - Maxime Wassmer - Benoît Moudio Priso - Allan Lacroix 3 min 2 s 60    | Allemagne - Thorben Finke - Max Husemann - Lukas Krappe - Florian Kroll 3 min 2 s 83   |
| 10 000 m marche   | Mazlum Demir 39 min 45 s 84 (CR-PB)                                                          | Emiliano Brigante 39 min 49 s 64                                                                | Frederick Weigel 40 min 0 s 90 (PB)                                                    |
| Saut en hauteur   | Matteo Siolo 2,30 m (PB)                                                                     | Mikołaj Szczęsny 2,26 m (PB)                                                                    | Melwin Lycke Holm 2,24 m (PB)                                                          |
| Saut à la perche  | Simone Bertelli 5,70 m (PB)                                                                  | Tristan Despres 5,60 m                                                                          | Valters Kreišs 5,60 m                                                                  |
| Saut en longueur  | Erwan Konaté 8,25 m (NU23R)                                                                  | Božidar Sarăboyukov 8,21 m (SB)                                                                 | Kasperi Vehmaa 7,97 m                                                                  |
| Triple saut       | Pablo Delgado 16,55 m (PB)                                                                   | Lăčezar Vălčev 16,48 m (PB)                                                                     | Federico Lorenzo Bruno 16,47 m                                                         |
| Lancer du poids   | Tizian Lauria 20,02 m                                                                        | Leo Zikovic 19,47 m (PB)                                                                        | Yannick Rolvink 19,01 m                                                                |
| Lancer du disque  | Steven Richter 64,67 m                                                                       | Mika Sosna 63,42 m                                                                              | Marius Karges 62,20 m                                                                  |
| Lancer du marteau | Iosíf Kesídis 74,87 m                                                                        | Geórgios Papanastasíou 72,98 m                                                                  | Ioánnis Korakídis 72,51 m                                                              |
| Lancer du javelot | Artur Felfner 81,14 m (SB)                                                                   | Nick Thumm 80,74 m (PB)                                                                         | Eemil Porvari 79,88 m                                                                  |
| Décathlon         | Andrin Huber 8 188 pts (PB)                                                                  | Jeff Tesselaar 8 108 pts                                                                        | Antoine Ferranti 8 032 pts                                                             |

### Femmes
| Épreuves          | Or                                                                                                 | Argent                                                                           | Bronze                                                                                             |
| ----------------- | -------------------------------------------------------------------------------------------------- | -------------------------------------------------------------------------------- | -------------------------------------------------------------------------------------------------- |
| 100 m             | Karolína Maňasová 11 s 30                                                                          | Nia Wedderburn-Goodison 11 s 38                                                  | Polyníki Emmanouilídou 11 s 44                                                                     |
| 200 m             | Success Eduan 22 s 74 (SB)                                                                         | Henriette Jæger 22 s 78 (SB)                                                     | Nora Lindahl 22 s 92 (SB)                                                                          |
| 400 m             | Henriette Jæger 49 s 74 (CR)                                                                       | Yemi Mary John 50 s 50 (PB)                                                      | Alexe Déau 50 s 94 (PB)                                                                            |
| 800 m             | Audrey Werro 1 min 57 s 42 (CR)                                                                    | Rocio Arroyo 1 min 59 s 18 (PB)                                                  | Abigail Ives 1 min 59 s 77                                                                         |
| 1 500 m           | Dilek Koçak 4 min 8 s 79 (SB)                                                                      | Adèle Gay 4 min 8 s 89                                                           | Eimear Maher 4 min 9 s 54                                                                          |
| 5 000 m           | María Forero 15 min 43 s 44                                                                        | Vanessa Mikitenko 15 min 51 s 97                                                 | Anika Thompson 15 min 56 s 80                                                                      |
| 10 000 m          | Anika Thompson 32 min 31 s 47 (PB)                                                                 | Kira Weis 32 min 36 s 52 (PB)                                                    | Carolina Schäfer 33 min 4 s 43 (PB)                                                                |
| 100 m haies       | Alicja Sielska 12 s 91                                                                             | Anna Tóth 13 s 02                                                                | Tereza Čorejová 13 s 05                                                                            |
| 400 m haies       | Emily Newnham 54 s 08 (CR-PB)                                                                      | Vanessa Baldé 55 s 36 (PB)                                                       | Vivienne Morgenstern 55 s 45 (PB)                                                                  |
| 3 000 m steeple   | Ilona Mononen 9 min 30 s 49                                                                        | Marta Serrano 9 min 30 s 74                                                      | Adia Budde 9 min 32 s 14 (PB)                                                                      |
| 4 × 100 m         | Royaume-Uni - Nia Wedderburn-Goodison - Kissiwaa Mensah - Alyson Bell - Success Eduan 42 s 92 (CR) | Suisse - Chloé Rabac - Emma van Camp - Fabienne Hoenke - Soraya Becerra 43 s 39  | Allemagne - Viola John - Holly Okuku - Jolina Ernst - Chelsea Kadiri 43 s 75                       |
| 4 × 400 m         | Royaume-Uni - Rebecca Grieve - Emily Newnham - Poppy Malik - Yemi Mary John 3 min 26 s 52 (CR)     | Espagne - Natalia Rojas - Ana Prieto - Berta Segura - Rocio Arroyo 3 min 28 s 06 | France - Lou-Anne Faleme - Lou-Anne Pouzancre Hoyer - Benedetta Kouakou - Alexe Déau 3 min 28 s 37 |
| 10 000 m marche   | Alexandrina Mihai 43 min 49 s 55 (CR-PB)                                                           | Ana Delahaie 44 min 7 s 59 (PB)                                                  | Giulia Gabriele 44 min 19 s 31                                                                     |
| Saut en hauteur   | Angelina Topić 1,95 m                                                                              | Engla Nilsson 1,93 m                                                             | Joana Herrmann 1,91 m (PB)                                                                         |
| Saut à la perche  | Viktorie Ondrová 4,45 m (PB)                                                                       | Rugilė Miklyčiūtė 4,35 m (NR)                                                    | Chiara Sistermann 4,35 m (=PB)                                                                     |
| Saut en longueur  | Ramona Elena Verman 6,60 m (PB)                                                                    | Samira Attermeyer 6,58 m (PB)                                                    | Ida Andrea Breigan 6,58 m                                                                          |
| Triple saut       | Alexia Ioana Dospin 14,05 m (PB)                                                                   | Clémence Rougier 13,93 m                                                         | Alexandrija Mitrović 13,84 m                                                                       |
| Lancer du poids   | Nina Chioma Ndubuisi 17,73 m                                                                       | Jolina Lange 17,04 m (PB)                                                        | Helena Kopp 16,90 m (PB)                                                                           |
| Lancer du disque  | Ines Lopez 58,20 m (PB)                                                                            | Benedetta Benedetti 56,98 m (PB)                                                 | Milina Wepiwé 56,82 m                                                                              |
| Lancer du marteau | Aileen Kuhn 72,53 m (PB)                                                                           | Nicola Tuthill 70,90 m                                                           | Valentína Sávva 70,22 m (NR)                                                                       |
| Lancer du javelot | Adriana Vilagoš 62,41 m                                                                            | Petra Sičaková 58,14 m                                                           | Mirja Lukas 57,22 m                                                                                |
| Heptathlon        | Saga Vanninen 6 563 pts (CR-NR)                                                                    | Abigail Pawlett 6 320 pts (PB)                                                   | Serina Riedel 6 183 pts                                                                            |

## Tableau des médailles
- Pays organisateur (Norvège)

| Rang   | Nation      | Or | Argent | Bronze | Total |
| ------ | ----------- | -- | ------ | ------ | ----- |
| 1      | Allemagne   | 5  | 9      | 12     | 26    |
| 2      | Royaume-Uni | 4  | 4      | 3      | 11    |
| 3      | Espagne     | 4  | 3      | 4      | 11    |
| 4      | Pays-Bas    | 4  | 3      | 1      | 8     |
| 5      | France      | 3  | 6      | 3      | 12    |
| 6      | Italie      | 3  | 3      | 3      | 9     |
| Totale | Totale      | 44 | 45     | 43     | 132   |

## Légende
Records et Performances
- AR : Record continental (area record)
- CR : Record des championnats (championship record)
- MR : Record du meeting (meet record)
- NR : Record national (national record)
- OR : Record olympique (olympic record)
- PR : Record paralympique (paralympic record)
- PB : Record personnel (personal best)
- SB : Meilleure performance personnelle de la saison (season's best)
- WL : Meilleure performance mondiale de l'année (world leader)
- WJR : Record du monde junior (world junior record)
- WR : Record du monde (world record)

Circonstances et Conditions
- DNF : N'a pas terminé (did not finish)
- DNS : N'a pas pris le départ (did not start)
- DQ : Disqualification (disqualification)
- NM : Aucun essai valable enregistré (No Mark)
- Q : Qualifié « directement » au prochain tour (ou à la prochaine compétition), lors d'une compétition majeure, grâce au classement ou à la réalisation des minima (automatic qualifier)
- q : Qualifié au prochain tour (ou à la prochaine compétition), lors d'une compétition majeure, grâce au repêchage ou à la réalisation de l'une des meilleures performances parmi celles des « non qualifiés directement » (grâce au meilleur temps ou à la meilleure distance par exemple) (secondary qualifier)